# Kapten Elin

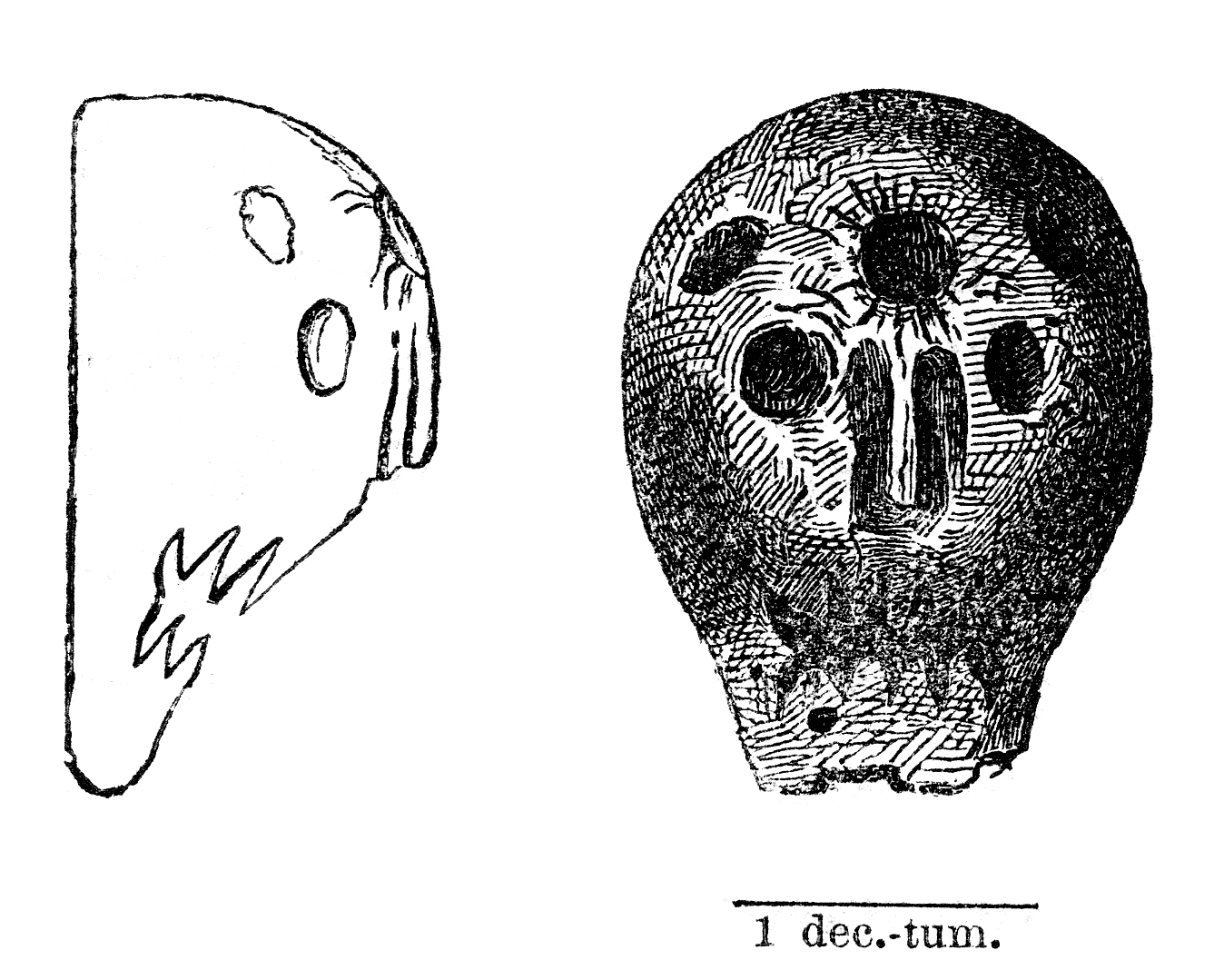
Illustration ur Wärend och Wirdarne: "Trollbackan Kapten Elins s. k. afgud, förvarad i k. Göta Hofrätt."

Elin Ericksdotter, känd som Elin i Mofikerud eller Kapten Elin, född cirka 1660, död efter 1724, var en svensk torpare som stod åtalad för häxeri. Elin var en av centralfigurerna bland de åtalade i den långdragna Häxprocessen i Södra Ny – en av Sveriges sista häxprocesser. 

## Biografi
Elin Ericksdotter i Kopparviken från Mofikerud uppges ha varit cirka 60 år 1720. Hon beskrivs som utfattig, och var professionellt verksam som klok gumma. Hon var impopulär och ansågs bringa olycka eftersom hon ägnade sig åt vad som uppfattades som magiska konster. 
Hon utpekades 1720 av torparflickan Brita Persdotter i Lillängen för att vara en av de kvinnor som denna hade sett delta i en häxsabbat på Blåkulla. Brita pekade ut Elin som anförare av de häxor som förde folk till Blåkulla. Elin kallades, som häxornas påstådda anförare, för Kapten Elin.
Britas berättelse var typisk: hon uppgav att Elin under påsknatten hade kommit till hennes sovrum genom skorstenen. Elin hade lagt en träklamp i Britas säng, som skulle se ut som henne under de tid hon var borta, och därefter smort en käpp med olja ur ett horn och efter en trollramsa farit med henne upp i luften, där käppen förvandlades till en hare. På vägen, då de flög med andra häxor, hade de mött Djävulen som skar Brita i fingret och klippte av en lock av hennes hår. Häxorna hade sedan följt honom till Ny sockenkyrka, där Djävulen utförde en svart mässa och gav dem sakramentet som då var hans kropp och blod i stället för Kristus. Sällskapet hade därefter flugit till en gård utanför Karlstad, som visade sig vara Blåkulla, där även Satans hustru, "en liten Menniska, klädd i sidt grådt lakan", närvarade. På hemvägen hade häxorna skrapat metall av kyrkklockor, tjuvmjölkat kor och lagt olycksbringande föremål under grannarnas trösklar. Brita hade vid hemkomsten blivit sjuk och hungrig och gripits av ånger och behov att berätta.
Till skillnad från de flesta av sina medåtalade, erkände sig Elin skyldig, och höll fast vid sin bekännelse. Elin nekade först, men sedan hon "fått föreställningar" från häradshövdingen och befallningsman och närvarande präster hade hon avlagt bekännelse. Hon uppgav att hon för tre år sedan hade fått besök av Satan sedan hon satt ensam hemma när maken var bortrest, som frågade varför hon satt där i fattigdomen, och av honom tagits till vackra hus och förevisats vackra gåvor, som han lovade att ge henne. Hon hade också fått mat och dryck. Vid återkomsten hade hon fått ett smörjhorn, känts sig hungrig trots allt hon ätit och sedan dess besökt Blåkulla under skärtorsdag, långfredag och påsknatten. Hon var fängslad i fyra år innan en dom slutligen kom. Hon dömdes 1724 till piskstraff och landsförvisning.

## Eftermäle
Elin i Mofikerud har under namnet Kapten Elin blivit ett känd namn i svensk legendflora. Hon blev ett begrepp i folktraditionen och enligt Ebbe Schön ”huvudperson i anmärkningsvärt många av de sägner om häxor som har berättats i Sverige på 1800-talet”. Många skillingtryck utgavs om Kapten Elin tiden 1815-1853.

### Kapten Elins trolltyg

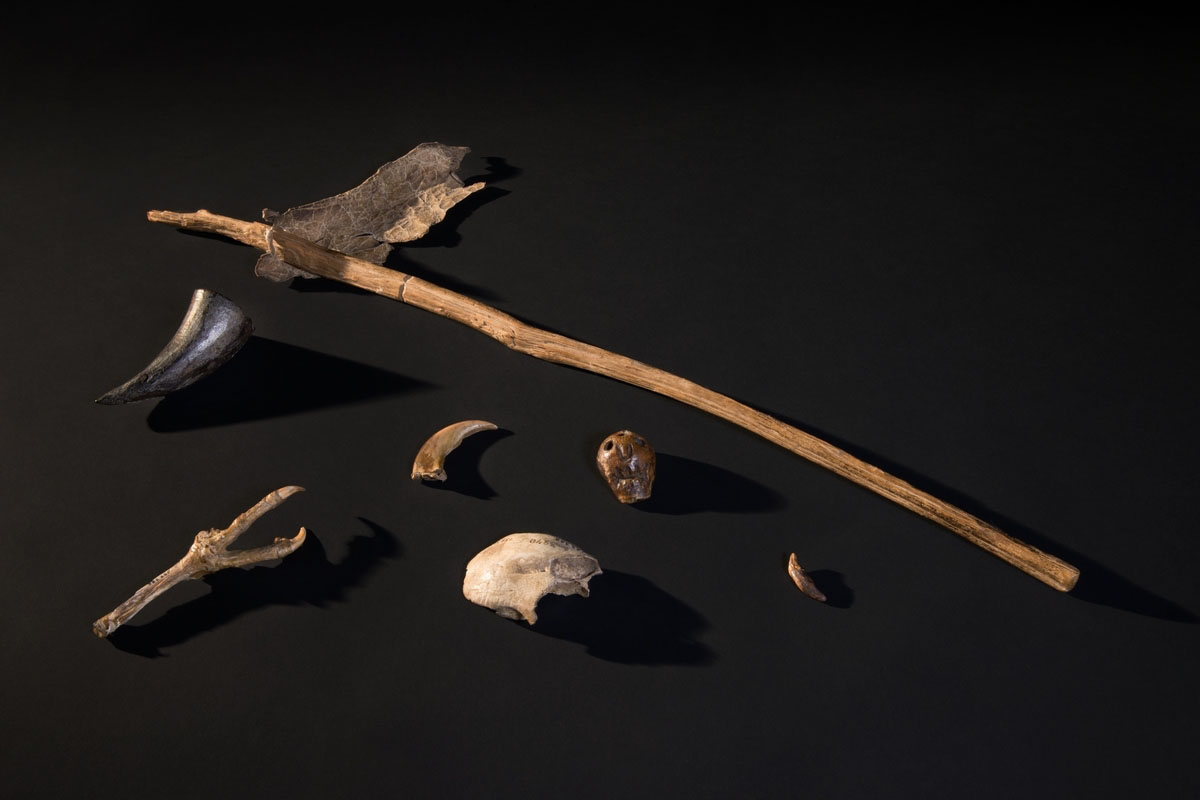
"Kapten Elins trolltyg", som består av en mjölkhare, ett kohorn, en hönsfot, en döskalle, en björnklo, en bit skallben och eventuellt en tand.

En samling föremål som kallats för "Kapten Elins trolltyg" förvarades länge på Göta Hovrätt i Jönköping, men överlämnades 1864 till Statens historiska museum och 1926 till Nordiska museet. De har enligt traditionen tillhört Kapten Elin, men härstammar troligen från flera separata häxprocesser. 
Troligen härstammar "Kapten Elins" döskalle från en annan person, nämligen Anna Maria Adamsdotter (född cirka 1680) som var av resandesläkt. Hennes mål som hade med trolldom att göra sköttes också av Göta Hovrätt. Döskallen överensstämmer med beskrivning och är förmodligen ett av de äldsta föremålen kopplad till romsk historia i världen.